# Федосеев, Анатолий Александрович
Федосеев Анатолий Александрович (3 октября 1928, с. Куликово Рязанской области — 16 апреля 2006, Санкт-Петербург) — специалист в области философии, истории и теории политики (политология); доктор философских наук (1974), профессор (1976).

## Биография
В 1953 окончил юридический факультет ЛГУ, в 1964 — аспирантуру того же факультета.
С 1964 преподавал на философском факультете ЛГУ.
В 1979—1984 — декан философского факультета ЛГУ.
В 1980—1989 — заведующий кафедрой истории марксистско-ленинской философии.
В 1989—1994 — заведующий кафедрой политологии.
С 1994 — профессор кафедры политологии.
Преподавал также на кафедре социологии и политологии Института по переподготовке и повышению квалификации преподавателей гуманитарных и социальных наук (Республиканского гуманитарного института)
Заслуженный деятель науки РФ (1999). Действительный член Международной академии информатизации, Академии политических наук, Академии гуманитарных наук.

## Избранные работы
В своих трудах исследовал проблемы места политологии в системе современного общественного знания и её основные функции; анализировал особенности и взаимодействие различных традиций в развитии политической мысли; разрабатывал методологию сравнительного анализа политических систем.
Источник — Электронные каталоги РНБ
- Демидов А. И., Федосеев А. А. Основы политологии. — М.: Высш. школа, 1995. — 270 с. — ISBN 5-06-003217-5.
- Единство марксизма-ленинизма в его историческом развитии: [Сб. ст.] / Под ред. А. А. Федосеева, В. П. Федотова. — Л.: Изд-во Ленингр. ун-та, 1986. — 144 с. — (Актуальные проблемы истории марксистско-ленинской философии. – Вып. 2).
- Кейзеров Н. М., Федосеев А. А. Борьба двух идеологий и молодёжь. — Л., 1970. — 38 с.
- О противоречивости исторического развития философии: [Сб. ст.] / Под ред. А. А. Федосеева, В. П. Федотова. — Л.: Изд-во Ленингр. ун-та, 1989. — 108 с. — (Актуальные проблемы истории марксистско-ленинской философии. – Вып. 4).
- Теоретико-методологические проблемы ленинского этапа истории марксистской философии: [Сб. статей] / Под ред. А. А. Федосеева и В. П. Федотова. — Л.: Изд-во Ленингр. ун-та, 1983. — 120 с. — (Актуальные проблемы истории марксистско-ленинской философии. – Вып. 1).
- Федосеев А. А. Введение в политологию: Учеб. пособие для студентов вузов, обучающихся по направлению и спец. "Политология". — СПб.: Изд-во СПбГУ, 1994. — 235 с. — ISBN 5-288-00794-2.
- Федосеев А. А. Нормативные акты советского государства и формы их выражения: Автореф. дис. … канд. юрид. наук. — Л., 1964. — 16 с.
- Федосеев А. А. Политика как объект социологического исследования: (Критика методол. основ соврем. буржуазной политологии): Автореф. дис. … д-ра филос. наук. — Л., 1974. — 48 с.
- Федосеев А. А. Политика как объект социологического исследования: (Критика методол. основ соврем. буржуазной политологии). — Л.: Изд-во Ленингр. ун-та, 1974. — 123 с.
- Федосеев А. А. Политическая идеология современного американского империализма. — Л.: Ленингр. орг. о-ва "Знание" РСФСР, 1983. — 31 с. — (В помощь лектору).
- Федосеев А. А. Современная американская буржуазная политология: истоки, традиции, новации. — Л.: Изд-во ЛГУ, 1989. — 213 с. — ISBN 5-288-00139-1.
- Федосеев А. А., Кейзеров Н. М. Политическая организация общества при переходе к коммунизму: Метод. пособие. — Л.: Изд-во Ленингр. ун-та, 1968. — 28 с.
- Федосеев А. А., Шикин Ю. М. Коммунистическая контрпропаганда: содержание и основные принципы. — Л.: Ленингр. орг. о-ва "Знание" РСФСР, 1985. — 32 с. — (В помощь лектору).
- Философская критика: её особенности и традиции: [Сб. ст.] / Под ред. А. А. Федосеева, В. П. Федотова. — Л.: Изд-во Ленингр. ун-та, 1987. — 168 с. — (Актуальные проблемы истории марксистско-ленинской философии. – Вып. 3).